# Membrana polimerowa
Membrana polimerowa – rodzaj membrany półprzepuszczalnej sporządzonej z polimerów, faza oddzielająca od siebie dwie inne fazy (gazowe lub ciekłe), stanowiąca barierę w transporcie masy pomiędzy nimi. Transport ten może mieć charakter aktywny lub pasywny (bariera aktywna bądź pasywna). Istnieje wiele metod wykonywania membran polimerowych, np. inwersja faz-membrana Loeb-Sourirajana, rozciąganie, spiekanie, wytrawianie. Membrany takie można stosować np. w elektrodach jonoselektywnych (PIM-Polymer Inclusion Membrane).